# Xã Chester, Quận Douglas, South Dakota
Xã Chester (tiếng Anh: Chester Township) là một xã thuộc quận Douglas, tiểu bang Nam Dakota, Hoa Kỳ. Năm 2010, dân số của xã này là 62 người.